# Irene di Spilimbergo
Irene di Spilimbergo (ur. 1540 w Udine, zm. 15 grudnia 1559 w Wenecji) – włoska malarka i poetka.
Była uczennicą Tycjana. Malowała portrety, obrazy historyczne i religijne.
Jest znana przede wszystkim jako adresatka tomu pamiątkowego, zredagowanego przez Dionigiego Atanagiego i wydanego w dwa lata po jej śmierci (1561), zawierającego 279 włoskich i 102 łacińskich wierszy. Wśród autorów dedykowanych jej liryków znaleźli się Scipione Ammirato, Lodovico Dolce, Lodovico Domenichi, Bernardo Tasso, Torquato Tasso, Tycjan, Girolamo Muzio, Luigi Tansillo, Giuseppe Bettusi i Benedetto Varchi.
Anonimowy malarz ze szkoły Tycjana namalował portret Irene di Spilimbergo.